# Yongdingmen

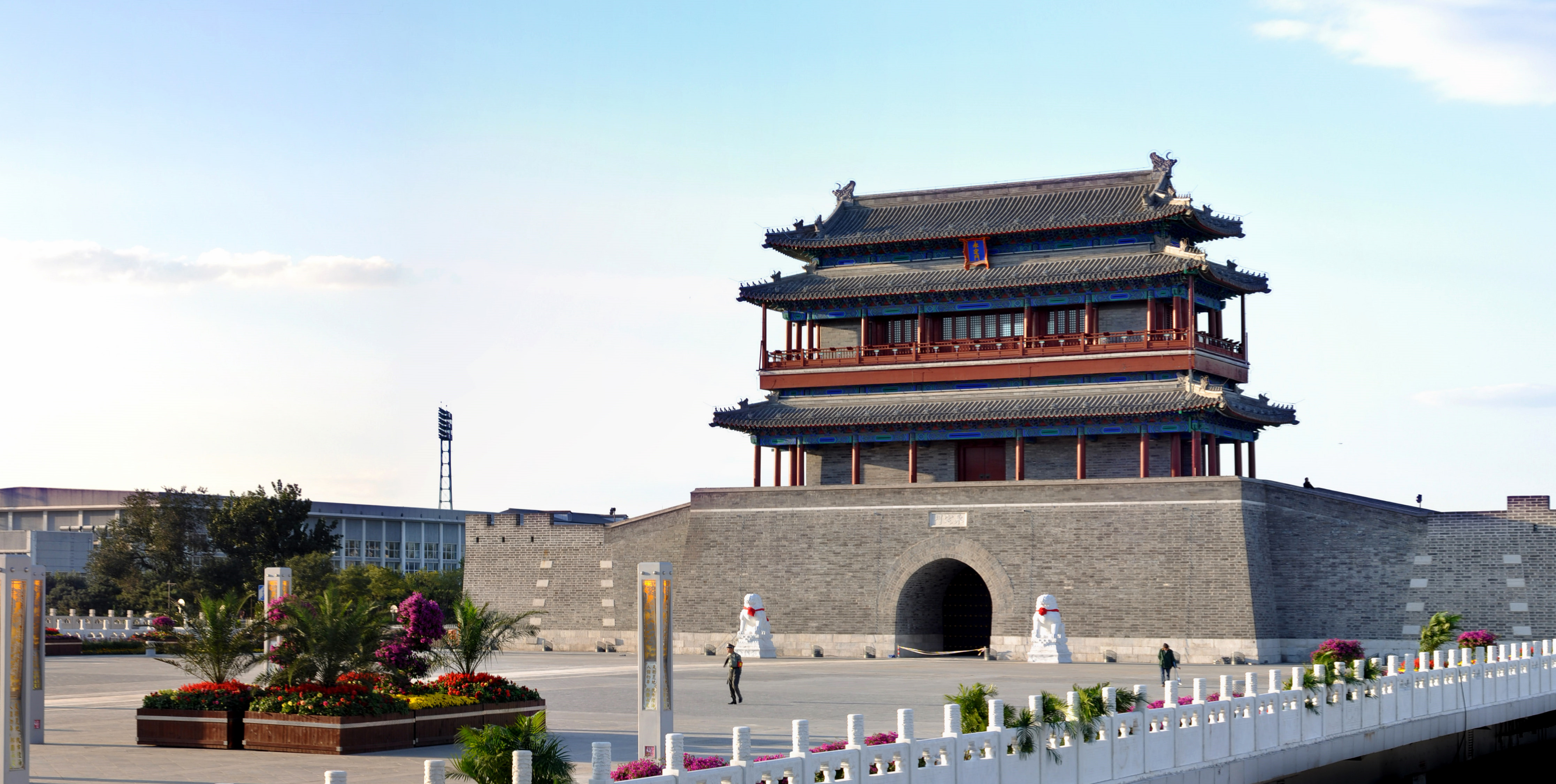
Odbudowana brama Yongdingmen

Yongdingmen (chin. upr. 永定门, chin. trad. 永定門, pinyin Yǒngdìngmén) – dawna brama miejska Pekinu.
Wzniesiona została w 1553 roku jako brama Miasta Zewnętrznego. Wyznaczała początek prawie 8-kilometrowej głównej pekińskiej arterii. Przebudowana za czasów cesarza Qianlonga stanowiła największą z zewnętrznych bram miejskich Pekinu.
Brama została wyburzona w 1957 roku, gdyż stała na miejscu budowanej właśnie nowej drogi.
Pod koniec lat 90. XX wieku pekińscy naukowcy i intelektualiści wystąpili do władz miejskich z propozycją odbudowy bramy. W 2003 roku, w związku z przygotowaniami do igrzysk olimpijskich w Pekinie, rozpoczęto remont i przebudowę głównej pekińskiej arterii, a władze miejskie podjęły decyzję o odbudowie Yongdingmen. 10 marca 2004 roku ruszyła odbudowa bramy, prowadzona w oparciu o możliwie najwierniejsze odtworzenie jej oryginalnego wyglądu i z użyciem tradycyjnych materiałów i technik budowlanych. We wrześniu 2004 roku prace budowlane zostały zakończone.